# Sierra Maestra
Sierra Maestra là một dãy núi chạy về phía tây qua phía nam của tỉnh cũ Oriente ở phía đông nam Cuba, vươn lên thắng thắng đứng từ bờ biển. Sierra Maestra chủ yếu tọa lạc ở tỉnh Santiago de Cuba, với một phần nhỏ ở tỉnh Granma. Một số người xem nó như là một loạt các dãy núi kết nối (Vela, Santa Catalina, Quemado Grande, Dana Mariana), kết nối với các núi khác mở rộng về phía tây.. Sierra Maestra là khu vực cao nhất của Cuba. Nó rất giàu khoáng chất, đặc biệt là đồng, mangan, crom và sắt. Với độ cao 1.974 m, Pico Turquino là điểm cao nhất của dãy núi này.